# Viscum capense
Viscum capense är en sandelträdsväxtart som beskrevs av Carl von Linné d.y.. Viscum capense ingår i släktet mistlar, och familjen sandelträdsväxter. Inga underarter finns listade i Catalogue of Life.